# Gaffe (voie)
Cette page contient des caractères spéciaux ou non latins. S’ils s’affichent mal (▯, ?, etc.), consultez la page d’aide Unicode.
Pour les articles homonymes, voir Gaffe (homonymie).
Une gaffe est un type de rue, souvent piétonnier, reliant deux voies de communication. 
L'acception étymologique dans le contexte de cette appellation n'est pas certaine. En ancien français, « gaffe » signifie « guetter », « surveiller ».
L'appellation gaffe pour ce type de ruelle est réputée provenir étymologiquement de l'allemand « Gasse » signifiant ruelle, le s long de l'écriture gothique de Gaße calligrafiée Gaſſe en Fraktur, ayant dérivé graphiquement vers ff par translittération.
Une autre hypothèse de l'origine de cette appellation est le fait de qualifier de gaffe un simple chemin boueux, reliant historiquement une ville basse et une ville haute (par analogie étymologique au terme de gaffe désignant en patois un ruisseau boueux).
Cette appellation de ruelle est retrouvée notamment dans la partie francophone de la région lémanique. Plusieurs ruelles dans la ville d'Évian-les-Bains portent cette appellation dans le quartier historique.